# 葉室成隆
葉室成隆（はむろ なりたか、正応2年（1289年） - 元徳2年（1330年））は、鎌倉時代後期の公卿。

## 官歴
- 永仁4年（1296年）：従五位上
- 正安2年（1300年）：正五位下
- 嘉元3年（1300年）：三河守
- 延慶2年（1309年）：民部少輔
- 延慶4年（1311年）：左衛門権佐、防鴨河使
- 応長2年（1312年）：蔵人、民部大輔
- 正和3年（1314年）：右少弁
- 正和4年（1315年）：左少弁、従四位下
- 正和5年（1316年）：正四位下、権右中弁
- 正和6年（1317年）：左中弁、右宮城使、正四位上
- 文保2年（1318年）：左宮城使、
- 文保3年（1319年）：宮内卿、蔵人頭、中宮亮
- 元応2年（1320年）：従三位、参議
- 元徳2年（1330年：正三位

## 系譜
- 父：葉室頼藤
- 兄：葉室長隆